# 白神こだま酵母
白神こだま酵母（しらかみこだまこうぼ）は、世界遺産・白神山地の秋田県側核心地域において採取され分離された野生酵母（出芽酵母）である。秋田県が特許を取得（特許第3995183号）しており、商標も保持（登録番号第4420102号）している。
秋田県の民間研究機関を主催していた小玉健吉工学博士が採取したサンプルから、1997年に秋田県総合食品研究所が分離したこの酵母は、通常の酵母に比べて極めて耐冷性、発酵力に優れている特性が認められる。摂氏マイナス50度で1か月冷凍保存してもほぼ100％生存していることから、パン生地の長期冷凍保存に活用できるとして注目されている。また、大量のトレハロースを作る特性を持ち、独特の甘みや、芳香性を有している。